# Jacquemontia smithii
Jacquemontia smithii är en vindeväxtart som beskrevs av Robinson och Greenm. Jacquemontia smithii ingår i släktet Jacquemontia och familjen vindeväxter. Inga underarter finns listade i Catalogue of Life.